# Stazione di Nishinomiya (Hanshin)
La stazione di Nishinomiya (西宮駅?, Nishinomiya-eki) è una delle principali stazioni ferroviarie della città di Nishinomiya nella prefettura di Hyōgo in Giappone. Dista 16,7 km ferroviari dal capolinea di Umeda per la linea principale.

## Linee
Ferrovie Hanshin
■ Linea principale Hanshin

## Struttura
La stazione è realizzata su viadotto e dispone di due marciapiedi a isola da 200 metri, con quattro binari passanti, con due tronchini per l'inversione dei treni che terminano il percorso in questa stazione. Il mezzanino, situato al piano terra, è collegato ai binari da scale fisse, mobili e ascensori.
| 1-2 | ■ L. principale | per Amagasaki, Ōsaka (Umeda), Namba e Kintetsu Nara |
| 3-4 | ■ L. principale | per Uozaki, Sannomiya, Akashi e Himeji              |

## Stazioni adiacenti
| «                        | Servizio                                         | »                        |
| Linea principale Hanshin | Linea principale Hanshin                         | Linea principale Hanshin |
| ------------------------ | ------------------------------------------------ | ------------------------ |
| Imazu                    | Locale                                           | Kōroen                   |
| Imazu                    | Espresso                                         | Capolinea                |
| Imazu                    | Esp. Rapido (weekend)                            | Ashiya                   |
| Kōshien                  | Esp. Rapido (feriali)Espr. lim Esp. lim diretto1 | Ashiya                   |
| Amagasaki ←              | Esp. Lim. diretto2                               | ← Ashiya                 |

- 1: Durante il giorno
- 2: Fascia di punta della mattina